# Pasieczno
Pasieczno – dawna wieś, obecnie historyczna część miasta Tomaszów Lubelski w Polsce położona w województwie lubelskim, w powiecie tomaszowskim.
Pod koniec XIX wieku Pasieczno miało 6 domów, 41 mieszkańców i 90 mórg obszaru.
1 kwietnia 1929 wieś Pasieczno wraz z młynem Pasieczno i osadą młyńską Małki (łącznie 102 ha 2208 m²) wyłączono z gminy Pasieki i włączono do Tomaszowa Lubelskiego.